# (9203) Myrtus
(9203) Myrtus ist ein Asteroid des äußeren Hauptgürtels. Er wurde am 9. Oktober 1993 von dem belgischen Astronomen Eric Walter Elst am La-Silla-Observatorium der Europäischen Südsternwarte in Chile (IAU-Code 809) entdeckt. Sichtungen des Asteroiden hatte es vorher schon vom 5. bis 8. Dezember 1988 unter der vorläufigen Bezeichnung 1988 XX4 am japanischen Kiso-Observatorium gegeben sowie am 30. Dezember 1989 (1989 YH2) am australischen Siding-Spring-Observatorium.
Der mittlere Durchmesser des Asteroiden wurde mit 18,165 km (±0,158) berechnet. Mit einer Albedo von 0,040 (±0,004) hat er eine sehr dunkle Oberfläche.
Der Asteroid gehört der Themis-Familie an, einer Gruppe von Asteroiden, die nach (24) Themis benannt wurde. Die zeitlosen (nichtoskulierenden) Bahnelemente von (9203) Myrtus sind fast identisch mit denjenigen von sieben kleineren (wenn man von der Absoluten Helligkeit von 15,3, 16,4, 16,1, 15,8, 16,9, 17,2 und 16,9 gegenüber 12,5 ausgeht) Asteroiden: (95567) 2002 EN108, (209377) 2004 ES28, (255460) 2005 YS77, (269315) 2008 SD166, (418556) 2008 SD123, (464391) 2016 BW4 und 2013 HJ108.
(9203) Myrtus wurde am 2. April 1999 nach der Familie der Myrtengewächse (Myrtaceae) benannt.